# Gaspar de Portolà
Gaspar de Portolà (Os de Balaguer, 1716 - 1786) est un officier et explorateur espagnol, gouverneur des Californies (Baja et Alta) (1767-1770), explorateur et fondateur des villes de San Diego et Monterey.

## Biographie
Issue d'une famille récemment anoblie, originaire d'Arties, au Val d'Aran, il sert au Portugal et en Italie puis, nommé lieutenant (1743), part pour l'Amérique centrale. Il y supervise en 1767 l'expulsion des jésuites des couvents de Baja de California et les fait remplacer par des franciscains et des dominicains. 
Il travaille ensuite à l'implantation espagnole en Californie et y effectue plusieurs expéditions.
La plus célèbre est l'expédition qui, en 1769, est la première menée par des Européens à atteindre la Californie par la terre. Commandant une colonne, il part ainsi de San Fernando Velicata le 15 mai 1769, atteint le site de l’actuelle San Diego (29 juin), le site de l'actuelle Los Angeles le 2 août, celui de l'actuelle Santa Barbara le 19 août et de San Simeon le 13 septembre. 

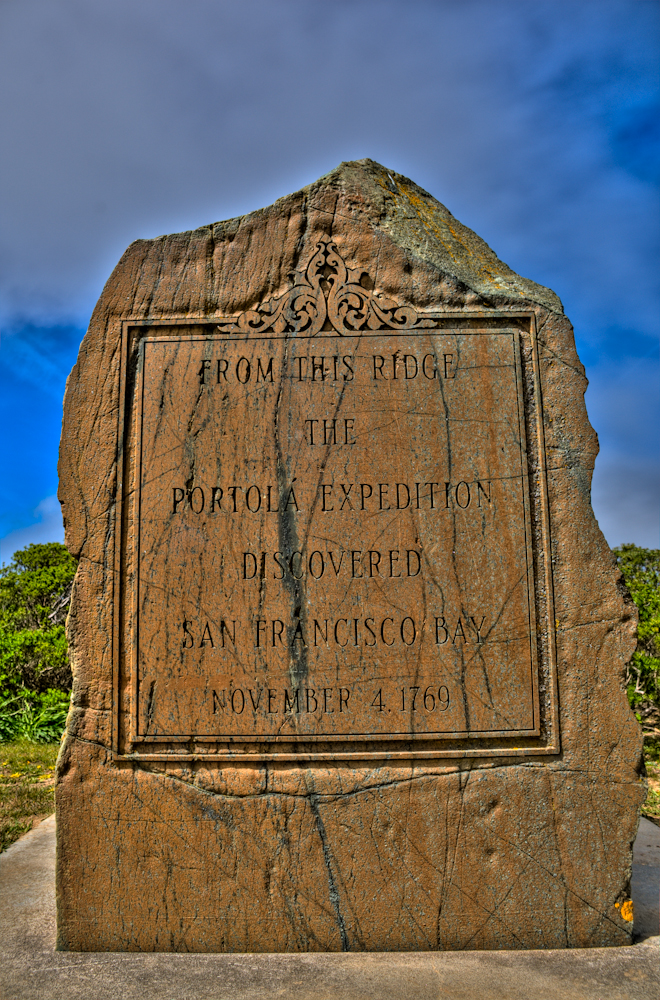
Stèle indiquant la découverte de la baie de San Francisco par l'expédition Portolà, le 4 novembre 1769.

Ayant passé le 1er octobre les Santa Lucia Mountains, il atteint la rivière Salinas puis Santa Cruz le 18 octobre et la baie de San Francisco le 4 novembre. Il retourne à San Diego le 24 janvier 1770 sans avoir retrouvé, but de l'expédition, la baie de Monterey décrite par Vizcaíno. 
Lors d'une nouvelle expédition, il atteint enfin la baie (mai 1770) et y fonde la mission San Carlos Borroméo del río Carmelo et le presidio de Monterey. 
Après avoir achevé sa mission, il revient à San Blas au Mexique puis regagne l'Espagne où il meurt en 1786.

## Hommage
Une statue de 2,7 mètres sculptée par l'artiste catalan Josep Maria Subirachs et son associé, Francesc Carulla, a été élevée en son honneur dans la ville de Pacifica. Elle a été donnée à l'État de Californie par la Generalitat de Catalunya en 1988.